# Maria Gabrielle van Savoye

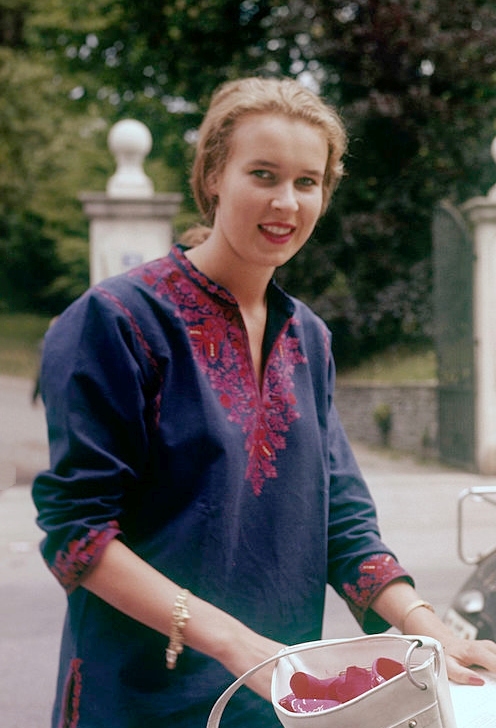
Maria Gabrielle van Savoye in 1960

Marie Gabrielle Jozefa Aldegonda Adelheid Marghereta Ludovica Felicita Gennara van Savoye (Napels, 24 februari 1940) is een Italiaanse prinses uit het huis Savoye.
Zij is het derde kind en de tweede dochter van de voormalige Italiaanse koning Umberto II en Marie José van België. Tussen 1943 en 1945 verbleef zij met haar moeder in Zwitserland. Daar liepen zij en haar oudere zus Maria Pia in 1945 tyfus op. De prinsessen herstelden maar hun kinderjuffrouw overleed aan de ziekte. In 1946, na de afschaffing van de monarchie in Italië, verhuisden de kinderen met hun moeder naar Zwitserland terwijl hun vader zich vestigde in Portugal.
Ze studeerde exacte wetenschappen aan het Italiaans Lyceum in Madrid en volgde vervolgens een tolkenopleiding aan de Universiteit van Genève. Nadien studeerde ze kunstgeschiedenis aan de École du Louvre in Parijs.
In 1958 had ze een korte verhouding met de Perzische sjah Mohammed Reza Pahlavi, maar religieuze overwegingen stonden een huwelijk in de weg. Ze trouwde op 16 juni 1969 in Sainte-Mesme met Robert Zellinger de Balkany (1931-2015). Vijf dagen later werd het huwelijk kerkelijk ingezegend in Èze, waar de prinses nog steeds woont. Het paar kreeg één dochter: Marie Elisabeth (1972), en scheidde in 1976 van tafel en bed; in 1990 gevolgd door een echtscheiding.
Marie Gabrielle van Savoye is de oprichtster van de Stichting Umberto II en Marie José van Savoye, die zich de wetenschappelijke bestudering van het huis Savoye en het bewaren van historisch erfgoed ten doel stelt. Zelf schreef ze ook enkele boeken over de geschiedenis van haar familie. Na de dood van haar ouders raakte Maria Gabrielle - evenals haar drie zusters - gebrouilleerd met hun enige broer, Victor Emanuel wegens erfeniskwesties.